# Трейси Чапман
Трейси Чапман (на английски: Tracy Chapman) е американска певица, родена в Кливланд, щата Охайо, на 30 март 1964 г. Издала е 8 албума, а през ноември 2008 година излиза и най-новият ѝ албум „Our Bright Future“.
Афроамериканска блус певица, която винаги сама пише всичките си песни, често с ярко изразена социална тематика. Активно поддържа идеите за гражданско и полово равноправие и съблюдаването на човешките права. Една от най-известните ѝ песни е „Fast Car“ (1988), посветена на Нелсън Мандела, която влиза в списъка на 500 най-добри песни на всички времена, според списание Ролинг Стоун. Нейният най-купуван запис се казва „Give me one reason“ (1995) и е номиниран за награда „Грами“ за най-добро „рок парче“.
Трейси Чапман е родена в относително бедно семейство, но майка ѝ, виждайки, че дъщеря ѝ силно се увлича от музика, подарява на малката Трейси хавайска китара, когато момичето е едва 3-годишно.
Въпреки че никога не е разкривала сексуалната си ориентация, в средата на 90-те години на XX век излиза с писателката Алис Уокър. Чапман поддържа силно разделение между личния и професионалния си живот. „Имам и социален – работния ми живот, и личен живот“, казва тя.

## Студийни албуми
- Tracy Chapman, 1988
- Crossroads, 1989
- Matters of the Heart, 1992
- New Beginning, 1995
- Telling Stories, 2000
- Collection, 2001
- Let It Rain, 2002
- Where You Live, 2005
- Our Bright Future, 2008